# Max Götze
Max Götze (Berlín, 13 d'octubre de 1880 – 29 d'octubre de 1944) va ser un ciclista alemany, que va competir a començaments del segle xx.
El 1906 va prendre part en els Jocs Intercalats, on va guanyar la medalla de plata en la prova de tàndem junt al seu germà a Bruno. El 1908, als Jocs Olímpics de Londres, va guanyar la medalla de plata en la prova de persecució per equips. Formà equip amb Karl Neumer, Rudolf Katzer i Hermann Martens. També va prendre part en la cursa dels 5000 metres, però fou eliminat en la primera ronda. En la prova de tàndem, junt a Otto Götze arribà fins a les semifinals.